# Tren de pasageri

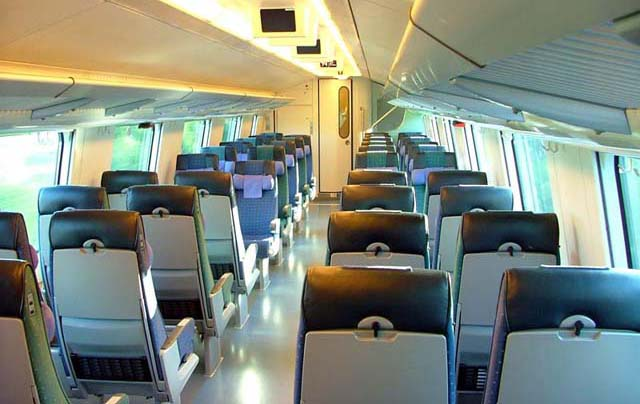
Interiorul unui vagon de pasageri dintr-un tren de lungă distanță din Finlanda

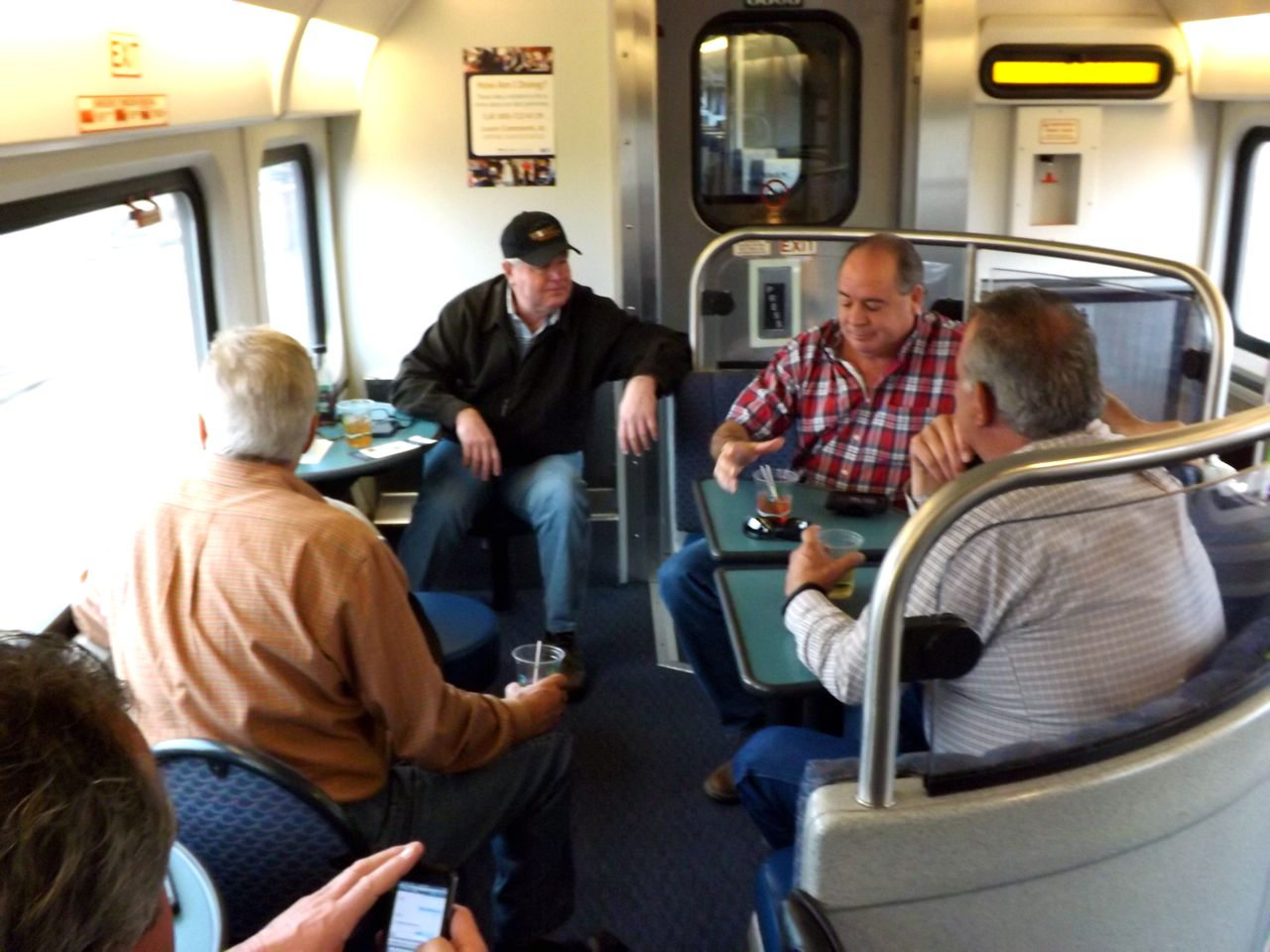
Pasagerii din vagonul unui tren Amtrak din San Joaquin Valley, California, 2014

Un tren de pasageri este un tren destinat transportului de persoane, fiind, de obicei, mai scurt și mai rapid decât un tren de marfă. El poate fi format dintr-un singur vehicul denumit automotor sau dintr-o combinație de una sau mai multe locomotive și una sau mai multe remorci cunoscute sub numele de vagoane. Trenurile de pasageri călătoresc între stații sau gări, în care pasagerii se pot îmbarca și debarca. În cele mai multe cazuri, trenurile de călători operează după un program fix și au prioritate în ocuparea liniilor față de trenurile de marfă.
Spre deosebire de trenurile de marfă, trenuri de pasageri trebuie să furnizeze energie electrică în fiecare vagon pentru iluminat și încălzire, printre alte scopuri. Aceasta poate proveni direct de la motorul locomotivei (modificat în acest scop) sau de la un generator diesel separat din locomotivă.
Supravegherea unui tren de pasageri este responsabilitatea conductorului. El este, de obicei, asistat de alți membri ai echipajului, cum ar fi însoțitori sau hamali. În perioada de glorie a transportului feroviar de pasageri din America de Nord, trenurile pe distanțe lungi aveau doi conductori: conductorul sus-menționat al trenului și conductorul Pullman, acesta din urmă răspunzând de vagoanele de dormit.
Multe trenuri de pasageri prestigioase au primit un nume specific, dintre care unele au devenit celebre în literatură și ficțiune.
Unele trenuri de călători, atât de lungă distanță, cât și pe distanțe scurte, pot avea vagoane cu două etaje pentru a transporta mai mulți pasageri într-un tren. Aspectul interior și exterior al vagoanelor și siguranța generală a trenurilor de călători s-au schimbat mult de-a lungul timpului, ceea ce a făcut ca transportul feroviar să devină extrem de sigure.